# اگون کوردز
اگون کوردز (انگلیسی: Egon Coordes؛ زادهٔ ۱۳ ژوئیهٔ ۱۹۴۴) بازیکن فوتبال اهل آلمان است.
از باشگاه‌هایی که در آن بازی کرده‌است می‌توان به باشگاه فوتبال اشتوتگارت و باشگاه ورزشی وردر برمن اشاره کرد.